# Sabbioncello (Merate)
Sabbioncello (Sabiunscèll in dialetto brianzolo) è una località del comune di Merate posta a nord del centro abitato, verso Calco.

## Storia
Registrato agli atti del 1751 come un villaggio milanese di 220 abitanti, pochi anni dopo incorporò le frazioni di Pagnano, Cicognola e Carsaniga per un totale di 944 anime, e alla proclamazione del Regno d'Italia nel 1805 risultava avere 891 residenti. Nel 1809 un regio decreto di Napoleone determinò la soppressione dell'autonomia municipale per annessione a Merate e poi Cernusco Lombardone nel 1812, ma gli austriaci annullarono poi ogni provvedimento. Il Comune di Sabbioncello crebbe poi lentamente, tanto che nel 1853 risultò essere popolato da 992 anime, salite a 1084 nel 1871. L'inizio del XX secolo vide la località crescere maggiormente, registrando 1560 residenti nel 1921. Fu il fascismo a decidere la soppressione del municipio, annettendolo a Merate.